# Síndrome d'Adam
La Síndrome d'Adam és un concepte que al·ludeix a aquelles situacions de caràcter psicològic on l'ésser humà creu que allò bo o novici és únicament i exclusiva allò que realitza durant la seva gestió, desconeixent del tot el que dugueren a terme els seus antecessors. Aquest egoisme no és més que la conseqüència de la inseguretat que tenen els humans, i que per mancança d'humilitat i de reconeixement per les tasques dels altres, l'únic que obtenen és l'odi que els van precedir. Tenint en compte això, podem considerar que la síndrome d'Adam va lligada a una conducta de l'ésser humà que reflecteix la seva tendència d'enaltir allò que viu o descobreix com si es tractés d'una primerenca vegada que ocorre.
El nom de la síndrome té el seu origen en la Bíblia i concretament en Adam, el primer home que segons el text sagrat del cristianisme habità a la Terra i l'encarregat de posar noms a totes les coses que el rodejaven. La denominació d'aquesta síndrome està triada en clau de metàfora, ja que sent Adam el primer home que trepitjà la terra, la persona que cau en aquesta conjuntura tendeix a pensar que és pionera en quelcom fent al·lusió directa a la culpa que pot sorgir havent trencat una norma bàsica de conducta.
Segons un article del diari El Pilón, per les accions que alguns polítics emprenen i les paraules furioses que deixen anar sembla que insinuïn que allò que existia abans del seu mandat fos el caos i el desordre pur, i no només això, sinó que creuen que en emprar un substantiu determinat canvien la realitat adherida a aquest o li concedeixen un valor màgic a l'objecte que perd l'apel·latiu atribuït per la tradició popular per així marcar territori o convertir-lo en un objecte novici. Dit d'una altra manera, aquests polítics cauen en la Síndrome d'Adam perquè pensen que compten amb la veritat absoluta inexistent prèviament.
Segons el psicòleg Carlos Hidalgo, totes les persones podem experimentar sensacions vinculades a aquesta síndrome i conseqüentment a la culpabilitat en certes ocasions. Segons Hidalgo, es tracta d'un sentiment sa si l'entenem des del vessant emocional que regula i tendeix a evitar danys futurs. El problema resideix en el moment en el qual aquest sentiment envaeix completament a la persona condicionant la seva vida i les seves decisions.
Un professor del diari col·laboratiu Globedia publicà un cas personal amb un alumne que no assistí a una classe seva, i que el sentiment de culpa que la síndrome d'Adam porta inherent el sentí el mateix professor, comparant l'esdeveniment quotidià amb la situació d'Adam, el qual podria haver assumit la responsabilitat i demanar perdó en comptes d'actuar tal com ho va fer.